# Schwanebeck (Panketal)
Schwanebeck ist einer der beiden Ortsteile der Gemeinde Panketal im Landkreis Barnim des Landes Brandenburg und hat ungefähr 6000 Einwohner (Stand 2015). Angrenzende Ortschaften sind im Uhrzeigersinn Zepernick, Bernau b. Berlin, Birkholz und Buch und Malchow.

## Wohnplätze des Ortsteils
- Friedrichshof
- Kolonie Alpenberge
- Kolonie Gehrenberge
- Neu-Buch
- Neu-Schwanebeck
- Schwanebeck-West[2]

## Geografie
Ein wichtiges Gewässer ist der hier entspringende Fließgraben, ein rechter Zufluss der Panke. Im Ortsteil selbst befinden sich keine größeren Erhebungen.

## Geschichte
Schwanebeck entstand als Gründung ca. um 1230 als Angerdorf durch altmärkische Siedler. Erstmals urkundlich erwähnt wurde der Ort im Jahr 1257. Am Osterfest dieses Jahres übereigneten die Markgrafen Johann I. und sein Bruder Otto III. von Brandenburg dem Kloster Zehdenick zwei Hufen Land, das vermutlich 15 ha entsprach, im Dorf „Schwanebecke“. Die Herkunft des Namens Schwanebeck ist nicht endgültig geklärt. Am wahrscheinlichsten ist eine Ableitung aus dem Niederdeutschen: Swan = Schwan und Beek = Bach also Schwanenbach.
Im Landbuch Kaiser Karls des IV. aus dem Jahre 1375 ist die Fläche Schwanebecks mit 63 Hufen angegeben. Darin wurden 16 Bauern, viele Kossäten und eine Windmühle erwähnt. Im Jahre 1427 musste das Dorf Swanebeck bei Bernawe durch den amtierenden Markgrafen Johannes an Heinze Danre und seine Frau Dorotheen für 213 Schock Böhmische Groschen verpfändet werden.
Auf die Mitte des 13. Jahrhunderts geht die Dorfkirche des Orts zurück.
Im Jahr 1759 vernichtete ein Brand den gesamten Nordteil des Dorfes.
Aus einer Verfügung der königlichen Regierung Potsdam geht hervor, dass am 31. August 1840 194 Morgen und 82 Ruthen (6 Hufen) des Kirchenlandes zu Schwanebeck verpachtet werden sollten. Hierzu forderte das Königliche Land- und Stadtgericht Bernau am 18. August 1840 auf. Die Verpachtung erfolgte über eine meistbietende öffentliche Versteigerung im Schulzengericht von Schwanebeck.
Im Jahre 1856 zählte Schwanebeck insgesamt 246 Einwohner.

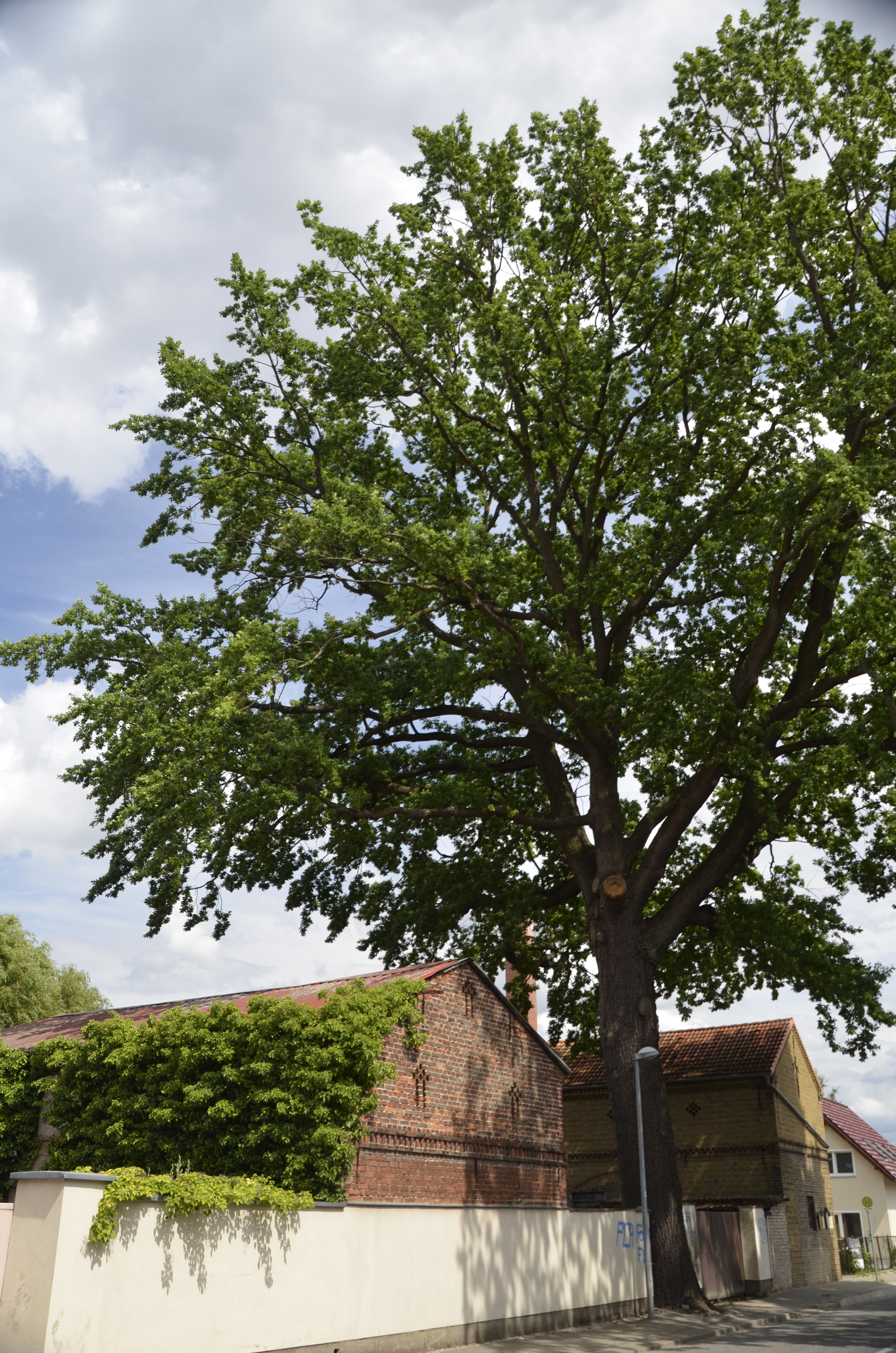
Naturdenkmal Stiel-Eiche

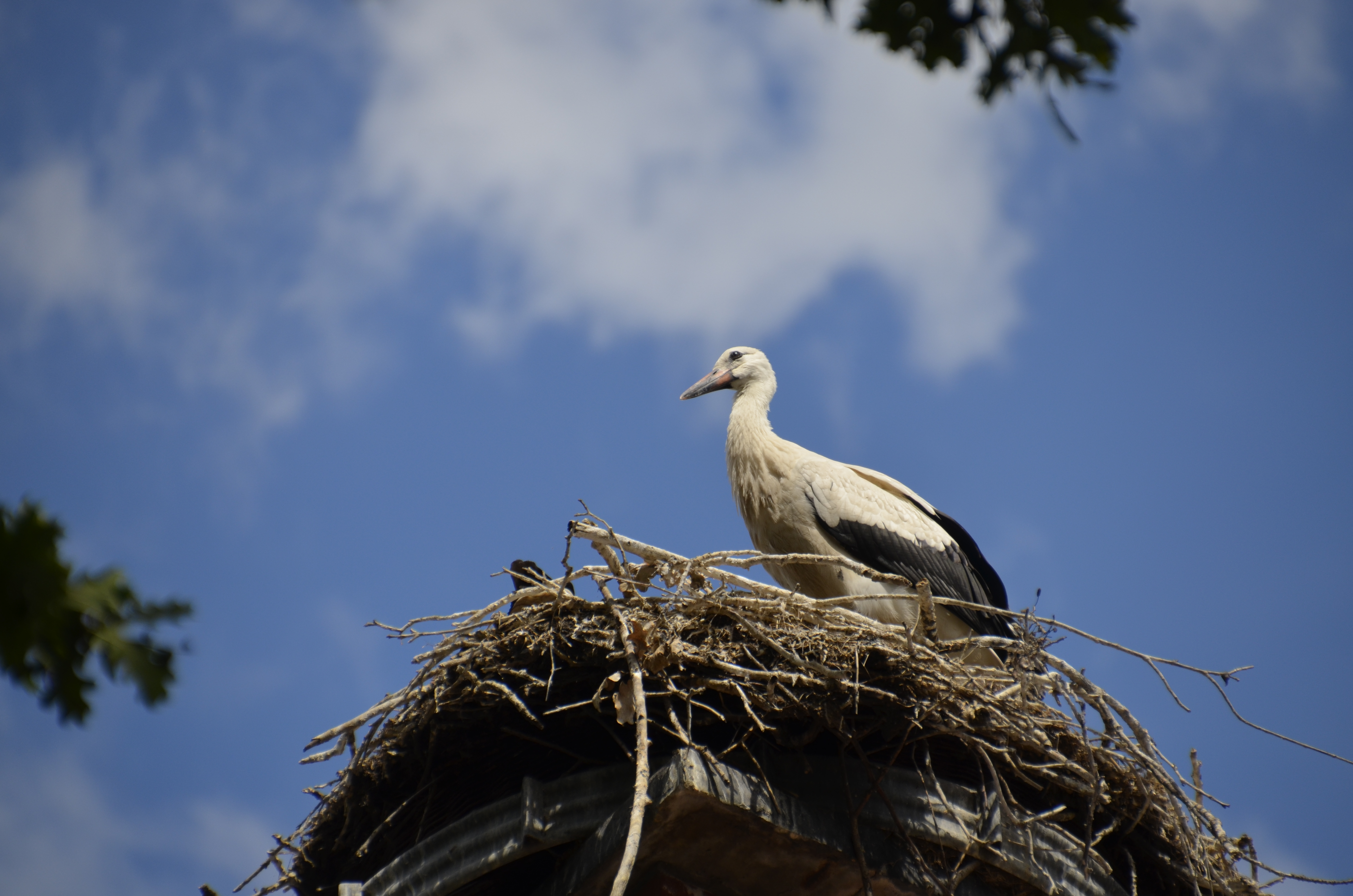
Storchennest neben dem Naturdenkmal Stiel-Eiche

Am 17. September 1874 kam Schwanebeck mit Friedrichshofe zum Standesamtsbezirk Buch mit Gut und Gemeinde Buch und Gut und Gemeinde Birkholz im übergeordneten 27. Amtsbezirk des Regierungsbezirks Potsdam Kreis Niederbarnim. Wobei zum 27. Amtsbezirk noch Zepernick und Schönow zählten. Der Standesbeamte war Gutsvorsteher Reiz zu Buch und sein Stellvertreter Gemeindevorsteher Markgraf ebenda. Am 22. März 1897 wurden in Schwanebeck und Birkholz zwei Kaisereichen zum 100. Geburtstag von Kaiser Wilhelm I. gepflanzt. Sie sind ein Geschenk von Alt-Kanzler Otto von Bismarck aus seinem Besitz, dem Sachsenwald. 1904 wurde die nordwestlich von Schwanebeck gelegene Siedlung Alpenberge gegründet. Ab dem Jahr 1908 begann die Besiedelung der Kolonien Neu-Schwanebeck, Gehrenberge, Bergwalde, Schwanebeck-West und Neu-Buch.
Im folgenden Jahrhundert gehörte Schwanebeck zum Landkreis Niederbarnim, in der DDR-Zeit zum Bezirk Frankfurt (Oder). Erst nach der Wende und friedliche Revolution in der DDR entstand im neuen Bundesland Brandenburg das Amt Schwanebeck, das sich am 26. Oktober 2003 mit benachbarten Orten zur Gemeinde Panketal zusammenschloss.

## Infrastruktur

### Verkehr
Schwanebeck liegt nahe dem Autobahndreieck Barnim, das sich auf dem Gebiet des Ortsteils befindet. Die Landesstraßen L 200 (früher Bundesstraße 2) und L 313 durchqueren den Ortsteil.
Das gut ausgebaute Omnibusnetz bietet Verbindungen in die Nachbarorte Berlin (Ortsteil Buch im Pankow und Ortsteil Berlin-Malchow im Lichtenberg), Zepernick, Bernau bei Berlin und Birkholz.

### Kommunales
In Schwanebeck befindet sich kein Bürgeramt der Gemeinde Panketal, da das Rathaus in Panketal nur rund vier Kilometer entfernt ist. – Für die Bekämpfung von Bränden und Hilfeleistungen nach besonderen Vorkommnissen gibt es die Schwanebecker Freiwillige Feuerwehr. Diese benötigt ein neues Feuerwehrhaus, das auf dem Grundstück an der Dorfstraße entstehen soll, zugleich muss das vorhandene Haupthaus dringend saniert und modernisiert werden. Die Landesregierung Potsdam hat im Mai 2022 zu diesem Zweck Fördermittel in Höhe von 720.000 Euro an den Panketaler Bürgermeister Maximilian Wonke ausgereicht.

### Bildung, Gastronomie und Weiteres
Schwanebeck verfügt über eine Oberschule und eine Grundschule. Zu Beginn der 2020er Jahre wurde ein Neubau errichtet.
Eine Fahrschule hat sich im Ort ebenfalls etabliert.
Aus einem früheren Dorfgasthaus entstand nach 1990 ein Restaurant mit griechischer Küche (Akropolis), deren Besitzer Anfang des 21. Jahrhunderts durch Aufstockung eine kleine Pension eingerichtet haben.

Erwähnenswert ist der Holland-Park, der nach der Wende als Gartencenter Holland seinen Anfang nahm. In den Jahren 2020 und 2021 wurde das Gartencenter umgebaut und massiv erweitert. Nun gehören vor allem Freizeitmöglichkeiten für Kinder und Jugendliche dazu, auch neue Bauwerke wie eine Windmühle (Wilhelmus) (für die noch ein Mühlenmuseum eingerichtet wird), ein hoher Rutschenturm, eine mit Grachtengiebeln gestaltete Fassade des eigentlichen Verkaufsgebäudes. Ein überdimensionaler Klompen wurde als Eyecatcher aufgestellt, eine Mehrzweckhalle mit einer Grundfläche von 4000 m² zum Avonturen-Huis ausgebaut, in der ein Indoorspielplatz (Speelparadijs) und ein kleinerer Kletterbereich (Klimhal) untergebracht sind. Dazu kommen noch im Jahr 2022 eine Dschungelhalle sowie ein Streichelzoo. Auch der Außenbereich hält Aktivitätsmöglichkeiten wie einen Matschspielplatz, Wasserkissen, Luftkissen u. a. bereit. Auf dem Park gibt es Imbissmöglichkeiten mit Fritten und holländischen Spezialitäten.

## Mit Schwanebeck verbundene Persönlichkeiten
- Hannelore Kirchhof-Born (1939–2021), Malerin, lebte und arbeitete seit 1971 im Ort